# Liste der Bodendenkmale in Hassel (Weser)
In der Liste der Bodendenkmale in Hassel sind die Bodendenkmale der niedersächsischen Gemeinde Hämelhausen aufgeführt. Die Quelle ist der Denkmalatlas Niedersachsen. 

Hassel im Landkreis Nienburg

Der Stand der Liste ist der 12. Januar 2025.

## Allgemein
In den Spalten finden sich folgende Informationen des Bodendenkmales:
Lagegeographische Koordinaten
BezeichnungBezeichnung lt. Denkmalatlas
BeschreibungBeschreibung lt. Denkmalatlas
IDObjekt-ID
BildBild, ggf. zusätzlich mit Link zu weiteren Fotos im Medienarchiv Wikimedia Commons.

## Hassel

### Diensthop 41
- ID:40321207
- Grabhügelfeld

| Lage                        | Bezeichnung | Beschreibung                                                     | ID       | Bild |
| --------------------------- | ----------- | ---------------------------------------------------------------- | -------- | ---- |
| 52° 49′ 13″ N, 9° 14′ 21″ O | Hassel 25   | Durchmesser ca. 13 m und Höhe ca. 1,2 m.                         | 34386528 | BW   |
| 52° 49′ 14″ N, 9° 14′ 22″ O | Hassel 26   | Durchmesser ca. 21 m und Höhe ca. 1,4 m.                         | 34386539 | BW   |
| 52° 49′ 16″ N, 9° 14′ 23″ O | Hassel 27   | Durchmesser ca. 18 m und Höhe ca. 1,5 m.                         | 34386550 | BW   |
| 52° 49′ 16″ N, 9° 14′ 25″ O | Hassel 28   | Durchmesser ca. 24 m und Höhe ca. 1,5 m.                         | 34386561 | BW   |
| 52° 49′ 16″ N, 9° 14′ 27″ O | Hassel 29   | Durchmesser ca. 19 m und Höhe ca. 1,2 m, mit abgeflachter Kuppe. | 34386572 | BW   |